# Ron Livingstone
George Ronald Livingstone, detto Ron (Oakland, 9 ottobre 1925 – 26 agosto 1991), è stato un cestista statunitense, professionista nella NBA.

## Carriera
Venne selezionato dai Baltimore Bullets al primo giro del Draft BAA 1949 (6ª scelta assoluta).